# 星际旅行电视剧集
截至目前为止，星艦奇航記共有11部官方電視劇。
其中未計入Star Trek The Original Series(ST TOS) S01E00 The Cage（囚籠），該集為試播集，收錄在後期發行的DVD中。

## 列表
| 編號 | 名稱                                                     | 首播日期   | 停播日期     | 季數 | 集數  | 原創                                                | 主演                                            | 劇中時間              | IMDb地址                   | Memory Alpha地址           |
| 1    | 《星际旅行：原初系列》 (Star Trek: The Original Series)  | 1966/09/08 | 1969/06/03   | 3季  | 79集  | 吉恩·罗登伯里                                       | 威廉·夏特纳 伦纳德·尼莫伊 德福雷斯特·凯利       | 2254-2269             | 星际旅行：原初系列(英文)   | 星际旅行：原初系列(英文)   |
| 2    | 《星际旅行：动画系列》 (Star Trek: The Animated Series)  | 1973/09/08 | 1974/10/12   | 2季  | 22集  | 吉恩·罗登伯里                                       | 威廉·夏特纳 伦纳德·尼莫伊 德福雷斯特·凯利       | 2269-2270             | 星际旅行：动画系列(英文)   | 星际旅行：动画系列(英文)   |
| 3    | 《星际旅行：下一代》 (Star Trek: The Next Generation)    | 1987/09/28 | 1994/05/23   | 7季  | 176集 | 吉恩·罗登伯里                                       | 帕特里克·斯图尔特 布伦特·斯派尔 乔纳森·佛赖克斯 | 2364-2370             | 星际旅行：下一代(英文)     | 星际旅行：下一代(英文)     |
| 4    | 《星际旅行：深空九号》 (Star Trek: Deep Space Nine)      | 1993/01/03 | 1999/06/02   | 7季  | 173集 | 赖克·伯曼 迈克尔·皮勒                               | 埃弗里·布鲁克斯 勒内·奥贝若努瓦斯 奇罗克·洛夫顿 | 2369-2375             | 星际旅行：深空九号(英文)   | 星际旅行：深空九号(英文)   |
| 5    | 《星际旅行：航海家号》 (Star Trek: Voyager)              | 1995/01/16 | 2001/05/23   | 7季  | 168集 | 赖克·伯曼 迈克尔·皮勒 杰里·泰勒                     | 凯特·慕格 罗伯特·贝尔特兰 罗克珊·道森           | 2371-2378             | 星际旅行：航海家号(英文)   | 星际旅行：航海家号(英文)   |
| 6    | 《星际旅行：进取号》 (Star Trek: Enterprise)             | 2001/09/26 | 2005/05/13   | 4季  | 97集  | 赖克·伯曼 布兰农·布拉加                             | 斯科特·巴库拉 约翰·比林斯雷 茱莲娜·布蕾罗克     | 2151-2155             | 星际旅行：进取号(英文)     | 星际旅行：进取号(英文)     |
| 7    | 《星际迷航：发现号》 (Star Trek: Discovery)              | 2017/09/24 | 2024/05/30   | 5季  | 65集  | 布萊恩·富勒 艾力克斯·寇茲曼                         | 索妮奎·馬丁-葛林 道格·瓊斯 安東尼·瑞普          | 2256-2258,3188-33世纪 | 星际争霸战：发现号(英文)   | 星际争霸战：发现号(英文)   |
| 8    | 《星际迷航：皮卡尔》 (Star Trek: Picard)                 | 2020/01/23 | 2023/04/20   | 3季  | 30集  | 阿奇瓦·高斯曼 麥可·謝朋 克絲汀·拜爾 艾力克斯·寇茲曼 | 帕特里克·斯图尔特 聖地牙哥·卡布瑞拉 蜜雪兒·赫德 | 2399-2402             | 星際爭霸戰：畢凱(英文)     | 星際爭霸戰：畢凱(英文)     |
| 9    | 《星际迷航：下层甲板》 (Star Trek: Lower Decks)          | 2020/08/06 | 2024/12/19   | 5季  | 50集  | 麥可·麥克馬漢                                       | 陶妮·紐森 傑克·奎德 諾艾爾·維爾斯               | 2380-2382             | 星際爭霸戰：底層甲板(英文) | 星際爭霸戰：底層甲板(英文) |
| 10   | 《星際迷航：神童》 (Star Trek: Prodigy)                  | 2021/10/28 | 2024/07/01   | 2季  | 39集  | 凱文·哈格曼 丹·哈格曼                               | 凱特·穆格魯 布雷特·格雷 安格斯·伊姆裡           | 2383-2385             | 星際迷航：神童(英文)       | 星際迷航：神童(英文)       |
| 11   | 《星際迷航：奇異新世界》 (Star Trek: Strange New Worlds) | 2020/05/05 | 第三季播放中 | 3季  | 30集  | 阿奇瓦·高斯曼 艾力克斯·寇茲曼 珍妮·魯梅特           | 安森·蒙特 伊桑·佩克 傑斯·布什                   | 2259-2265             | 星際迷航：奇異新世界(英文) | 星際迷航：奇異新世界(英文) |